# Saint-Maurice-sur-Dargoire
Saint-Maurice-sur-Dargoire è un comune francese di 2 214 abitanti situato nel dipartimento del Rodano della regione Alvernia-Rodano-Alpi.

## Società

### Evoluzione demografica
Abitanti censiti